# Cathédrale Saint-Michel de Belgrade
Pour les articles homonymes, voir Cathédrale Saint-Michel.
La cathédrale Saint-Michel de Belgrade (en serbe cyrillique : Саборна Црква Св. Архангела Михаила ; en serbe latin : Saborna crkva Sv. Arhangela Mihaila) est une cathédrale orthodoxe située à Belgrade, la capitale la Serbie et dans la municipalité de Stari grad. Elle est inscrite sur la liste des monuments culturels d'importance exceptionnelle de la république de Serbie (identifiant no SK 97) et sur la liste des biens culturels de la ville de Belgrade.
La cathédrale de Belgrade, dédiée à l'archange Saint-Michel, se trouve dans la partie ancienne de la ville, au carrefour des rues Kralja Petra et Kneza Sime Markovića, autrefois Bogojavljanska et Dubrovačka.

## Historique
La cathédrale Saint-Michel a été construite de 1837 à 1840 sur l'ordre du prince Miloš Obrenović par Adam Fridrih Kverfeld, un architecte de Pančevo. Les fondations ont été consacrées par le métropolite de Belgrade Petar Jovanović, en présence de hauts dignitaires de l'Église, de la princesse Ljubica et des héritiers du trône Milan et Michel ; elle a été consacrée en 1845 par le métropolite Petar Jovanović. À cette époque, la cathédrale était l'un des plus grands édifices religieux de la principauté de Serbie après l'église Saint-Pierre-et-Saint-Paul de Topčider, construite entre 1832 et 1834, la plus ancienne église à Belgrade,.

## Architecture et décoration

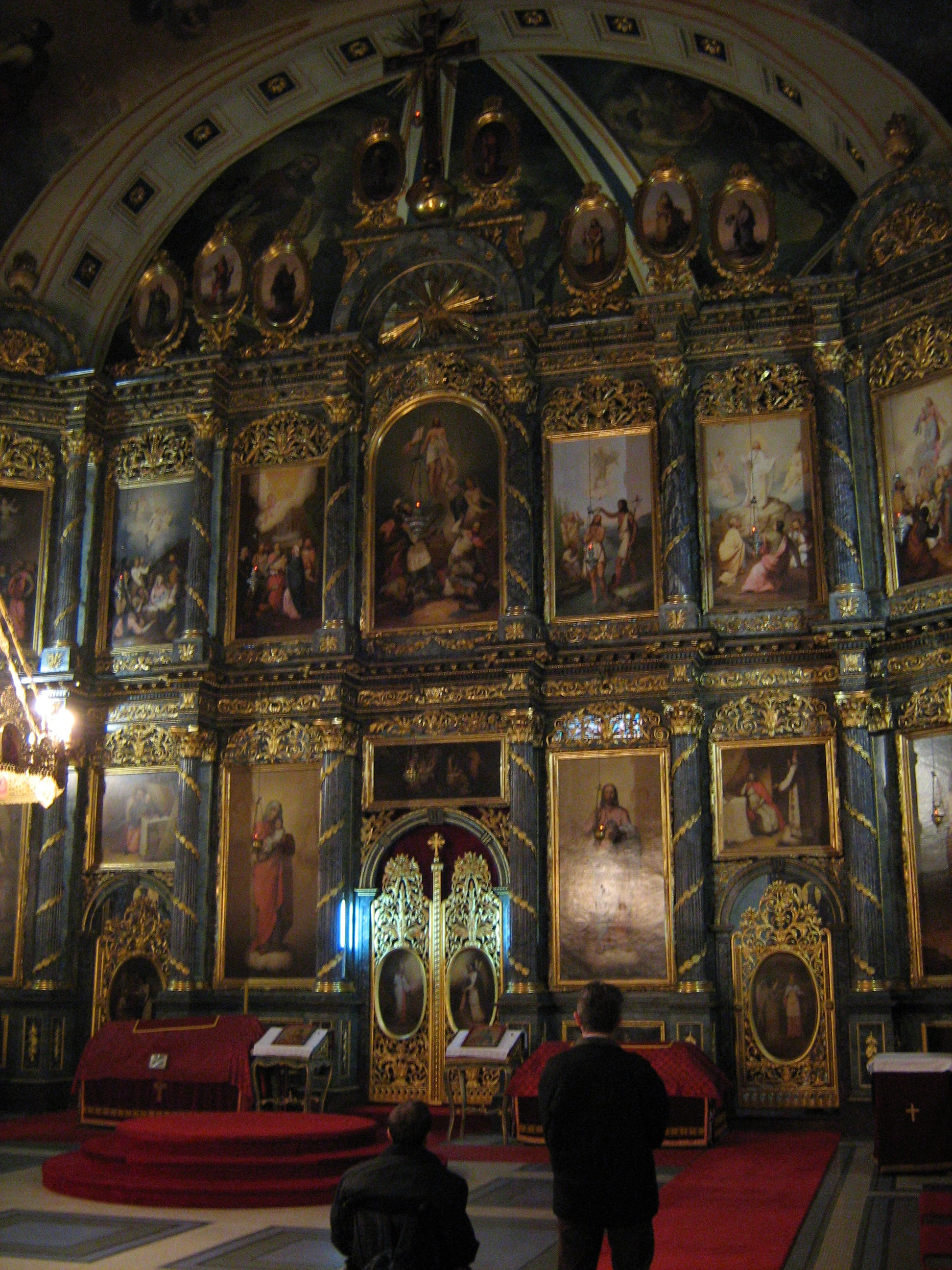
L'iconostase de la cathédrale

La cathédrale est constituée d'une nef prolongée par une abside demi-circulaire à l'est et précédée par un narthex à l'ouest, au-dessus duquel se dresse un haut clocher et qui abrite un baptistère et un escalier menant au clocher. Les façades nord et sud sont très simplement décorées. La façade occidentale, quant à elle, se distingue par un porche surmonté par un fronton triangulaire. L'ensemble s'inspire des églises néo-classiques et une tour baroque, telles qu'on les trouve dans la Voïvodine de l'époque, à l'exemple de la cathédrale de Sremski Karlovci, qui remonte à 1758. Ce type d’église a été très répandu en Serbie pendant le règne de Miloš.
La décoration de l'église a commencé dès la fin de la construction de l'église. Pour l'iconostase, la paroisse de Belgrade a engagé le sculpteur sur bois et fondeur Dimitrije Petrović (1799-1852), formé à l’Académie de Vienne ; elle a été terminée en 1842. Les peintures de l'église ont été confiées à Dimitrije Avramović (1815-1855), l'un des artistes serbes les plus célèbres du XIXe siècle ; il a en tout réalisé dix-huit grandes fresques et environ cinquante icônes ; il s'y montre influencé par l'école historique de Vienne et le mouvement nazaréen allemand. Ses réalisations à la cathédrale de Belgrade ont attiré sur lui l'attention du prince Alexandre Karađorđević qui lui a confié la réalisation de l'iconostase de l'église Saint-Georges de Topola (1845).
En plus des peintures et des sculptures en bois de l’iconostase, des fresques, des chaires, l'église abrite un trésor constitué d'objets précieux, notamment des pièces d'orfèvrerie des XVIIIe et du XIXe siècles, des vêtements ecclésiastiques, des croix et des icônes individuelles de la seconde moitié du XIXe siècle.

## Cimetière
Près de l’église, le long de la rue Zadarska, d'une partie de la rue Kralja Petra et de Kosančićev venac, se trouvait un vieux cimetière serbe. Son extension progressive s’est poursuivie dans la zone de la cathédrale. Des personnalités connues y étaient enterrées comme Hadži-Ruvim (1754-1804), le prince et voïvode Sima Marković (1768-1817) ou Petar Nikolajević Moler (1775-1816). Jusqu'en 1837, Le crâne de Karađorđe (Karageorges) y était enterré, lorsque par la volonté et l’ordre de la princesse Ljubica elle a été déterrée et transférée à Topola. Dans la cathédrale-même se trouvent les reliques du saint empereur Uroš et du saint despote Stefan Stiljanović (mort en 1540) et les tombeaux de hauts dignitaires de l’église. En face de l’entrée principale de l’église sont enterrés l’écrivain serbe et éducateur Dositej Obradović (1742-1811) et le réformateur de la langue serbe Vuk Karadžić (1787-1864).

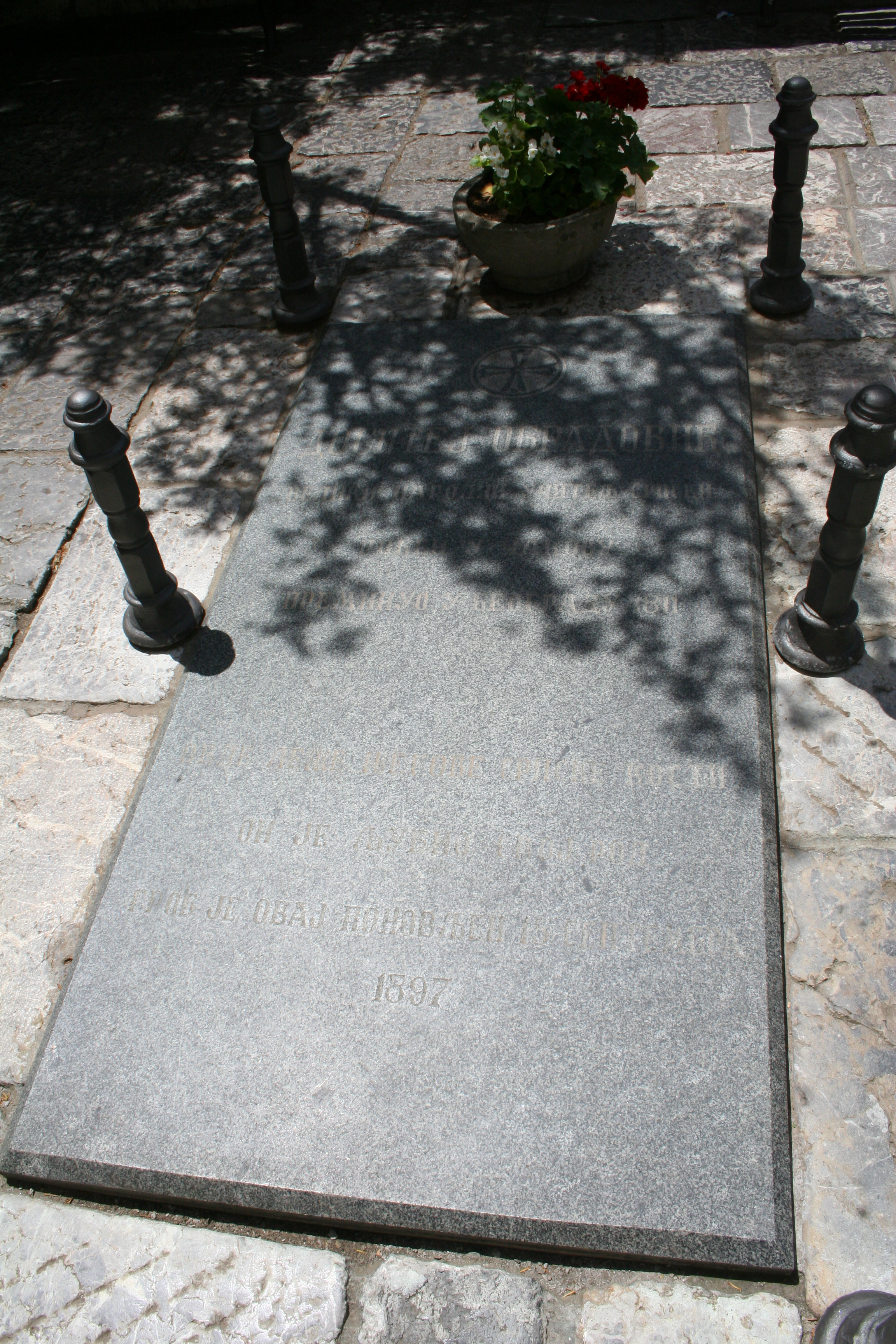
Tombe de Dositej Obradović
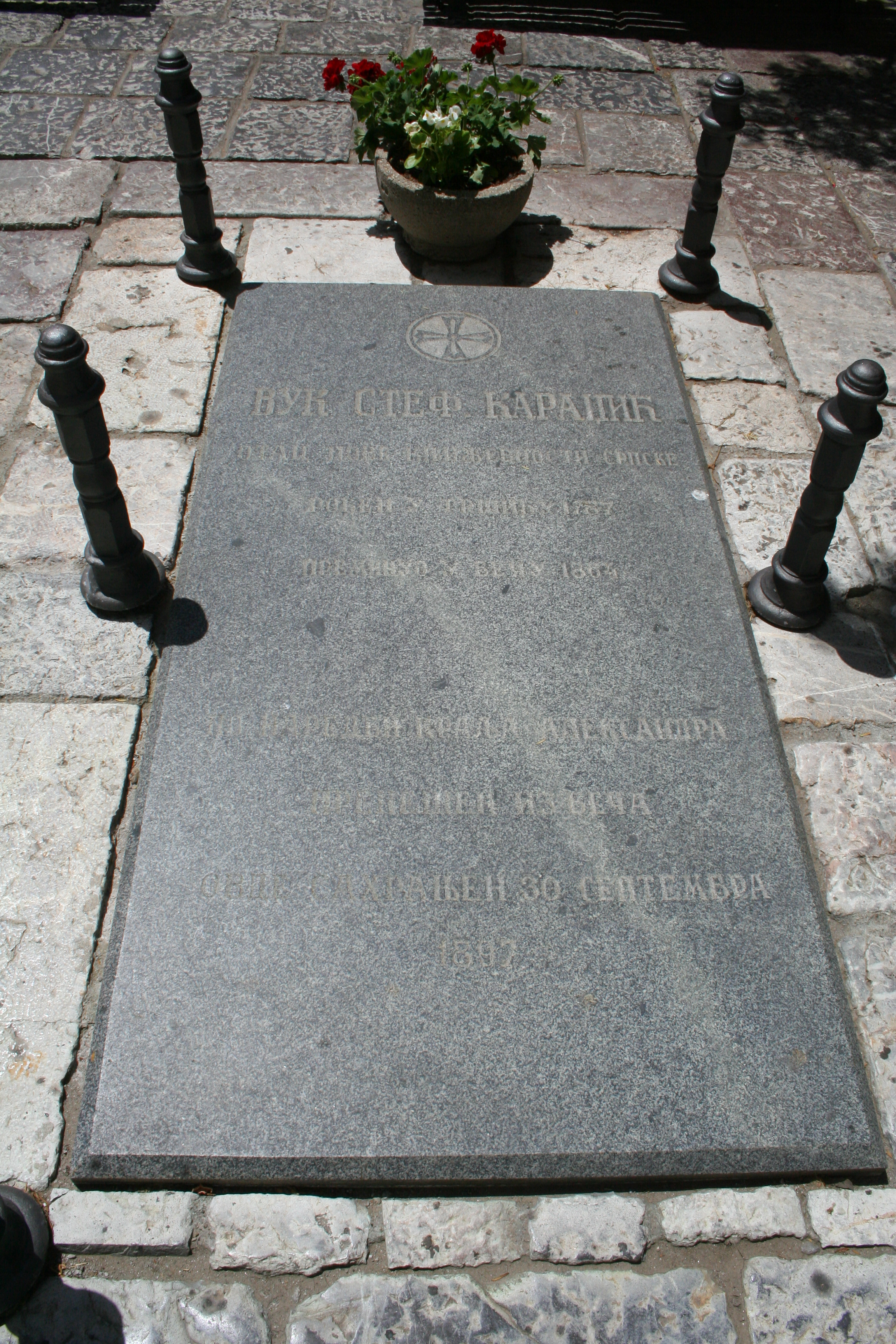
Tombe de Vuk Karadžić

## Chœur
En 1853, dans le cadre de la cathédrale Saint-Michel de Belgrade, a été fondée la première communauté de chant de Belgrade, qui est encore aujourd'hui en activité. Cette chorale a été dirigée par de grands compositeurs de musique serbe comme Josif Marinković, Stevan Mokranjac ou Kornelije Stanković.

## Le patriarcat de l'Église orthodoxe serbe
En face de la cathédrale se trouve le bâtiment du patriarcat, construit en 1934 et 1935 par l'architecte Viktor Lukomski. De plan carré, il présente un aspect monumental. La façade est ornée d'un portique avec les armes du patriarcat de Serbie. En haut de la façade se trouve une niche ornée d'une mosaïque représentant saint Jean Baptiste. Dans l'aile est du bâtiment se trouve une chapelle dédiée à saint Siméon ; elle contient une iconostase créée par les maîtres d'Ohrid avec des icônes peintes par Vladimir Predojević en 1935.
La bibliothèque et le musée de l'Église orthodoxe de Serbie se trouvent également dans ce bâtiment.

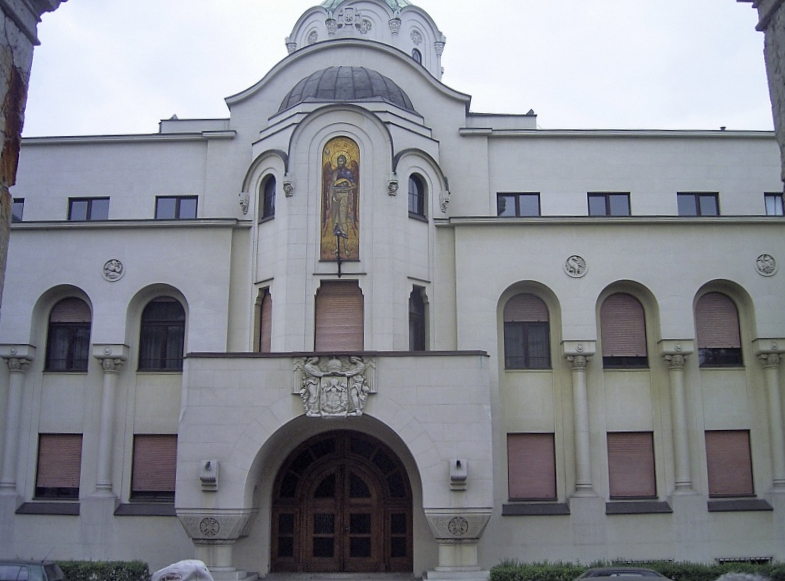
Le bâtiment du patriarcat de Belgrade